# Panoženky
Panoženky, též archaméby, zastarale praměňavky (Archamoebae, Archamoebea) je třída jednobuněčných anaerobních či mikroaerobních eukaryot z kmene Amoebozoa. Žijí volně ve vodním nebo vlhkém prostředí, některé přešly k endobiotickému životu.

## Popis
V původní linii se jedná o améboidní bičíkovce s jedním předním bičíkem. Druhotně u některých panoženek bičík zanikl, nebo se naopak vyvinuly vícebičíkaté druhy. Jako ostatní zástupci podkmene Conosa mají v buňce vytvořený mikrotubulární kónus (případně jeho derivát) a mikrotubulární kořen bičíku. Měňavkovitý pohyb vykonávají pomocí eruptivních lobopodií, tedy panožek laločnatého tvaru s prudkým přeléváním cytoplazmy.
Mají druhotně redukované mitochondrie. Absence mitochondrií byla dříve považována za znak prvotní jednoduchosti, odtud vyplynulo nejen jejich pojmenování (z řeckého αρχη – "prvotní", "pra-", tedy praměňavky), i jejich dřívější řazení do podříše Archaezoa, dnes již překonané. Druhotnost ztráty mitochondrií byla podpořena i nálezem zbytků mitochondriálních genů přenesená laterálním genovým přenosem do jaderného genomu.

## Systém
Panoženky jsou tradičně členěny do dvou až tří řádů, resp. pěti až šesti čeledí; ustálenosti systému bránil nedostatek molekulárně-genetických dat. Zatím poslední změny systému byly založeny na multigenové fylogenetické analýze z r. 2016, na které se významně podíleli i vědci ze tří českých odborných pracovišť. Oproti předchozím systémům (např. systému Cavaliera-Smithe či systému dle Ptáčkové a kol.) byla zahrnutím rodů původní čeledi Endolimacidae rozšířena čeleď Mastigamoebidae, aby nebyla parafyletická. Naopak čeleď Entamoebidae, u které analýza odhalila bazální postavení ve fylogenetickém stromu panoženek, byla vyčleněna do samostatného řádu. Současný (2016) systém respektující i fylogenetické vztahy vypadá takto:
Infrakmen: Archamoebae Cavalier-Smith, 1983 stat. nov. 1998
- Třída: Archamoebea Cavalier-Smith, 1993 stat. nov. 2004
  - Řád: Pelobiontida Page, 1976
    - Podřád: Mastigamoebina Frenzel, 1897 stat. nov. Pánek et al. 2016
      - Čeleď: Mastigamoebidae Goldschmidt, 1907 (včetně dřívější čeledi Endolimacidae Cavalier-Smith, 2004)
        - Rod: Mastigamoeba Schulze, 1875
        - Rod: Endolimax Kuenen & Swellengrebel, 1917
        - Rod: Iodamoeba Dobell, 1919

      - Čeleď: Rhizomastixidae Ptáčková et al., 2013
        - Rod: Rhizomastix Alexeieff, 1911

    - Podřád: Pelomyxina Starobogatov, 1980 stat. nov. Pánek et al. 2016
      - Čeleď: Pelomyxidae Schultze, 1877
        - Rod: Pelomyxa Greeff, 1874
        - Rod: Mastigella Frenzel, 1897

  - Řád: Entamoebida Cavalier-Smith, 1993
    - Čeleď: Entamoebidae Chatton, 1925
      - Rod: Entamoeba Casagrandi & Barbagallo, 1897

  - Archamoebae incertae sedis
    - Nezařazený rod: Endamoeba Leidy, 1879
    - Nezařazený rod: Mastigina Frenzel, 1897
    - Čeleď: Tricholimacidae Cavalier-Smith, 2013
      - Rod: Tricholimax Frenzel, 1897

Do panoženek dnes již nejsou řazeny rody Dobellina (dnes Eukaryota incertae sedis) a Janickina (dnes Amoebosoa: Lobosa), dříve považované za entaméby. Rod Phreatamoeba zanikl, protože jediný jeho druh Phreatamoeba balamuthi byl přeřazen do rodu Mastigamoeba (jako Mastigamoeba balamuthi).

## Čeledi

### Mastigamoebidae
Ve vegetativní fázi mají jedno nebo více jader. Mají buď jeden přední bičík napojený na mikrotubulární kónus, nebo jsou bez bičíku. Améboidní pohyb je pomalý, ploché měňavky mají typicky větší počet panožek. Volně žijící nebo endobiotické druhy.
Vybrané druhy
- Mastigamoeba aspera Schulze, 1875 – panoženka měňavková

### Rhizomastixidae
Ve vegetativní fázi mají jeden přední bičík. Microtubular cone mikrotubulární kónus je modifikovaný v tzv.“rhizostyl”. Améboidní pohyb je pomalý.
Vybrané druhy
- Rhizomastix gracilis Alexeieff, 1911

### Pelomyxidae
Ve vegetativní fázi mají jedno nebo více jader. Mají jeden nebo více bičíků nesloužících k pohybu, každý z nich je napojený na mikrotubulární kónus. Buňky jsou válcovité. Améboidní pohyb je relativně rychlý, zpravidla se děje přeléváním buněčného obsahu do jedné panožky.
Vybrané druhy
- Pelomyxa palustris Greeff, 1874 – měňavka bahenní

### Entamoebidae
Měňavky bez bičíků, tubulární aparát bičíků je kompletně redukován. Améboidní pohyb je relativně rychlý, zpravidla se děje přeléváním buněčného obsahu do jedné panožky.
Vybrané druhy
- Entamoeba histolytica Schaudinn, 1903 – měňavka úplavičná
- Entamoeba coli Grassi, 1879 – měňavka střevní

### Tricholimacidae
Endosymbiotičtí anaerobové s jedním neaktivním bičíkem. Mají hustý mikrotubulární aparát spojený s jedinou centriolou, buď s vícevrstvým kónusem obklopujícím jádro nebo s bočním rhizostylem (širokým mikrotubulárním pásem).